# Canódromo Parque Sol de Baix
El Canódromo Parque Sol de Baix (o Parque de Sports Sol de Baix) fue un complejo polideportivo de Barcelona, ubicado a caballo entre los barrios de Sants y Les Corts, existente entre 1932 y 1951, dedicado fundamentalmente a las carreras de galgos.

## Historia

### Precedentes
Hasta los años 20 del siglo XX los terrenos eran una parcela de terreno casi sin urbanizar, delimitada aproximadamente por la Travesera de las Corts, la calle Joan Güell, la avenida de Madrid y la Gran Vía de Carlos III. La finca recibía el nombre de Sol de Baix, de ahí el nombre posterior y que actualmente conserva un parque en la misma zona.
En 1926 el FC Barcelona alquiló los terrenos como campo de entrenamiento. Gradualmente se fueron añadiendo instalaciones para otras secciones del club, como una pista de baloncesto a finales de febrero de 1927. El arrendamiento de los terrenos duró hasta principios de 1932.

### Parque de Deportes
El 11 de marzo de 1932 se anunciaba en la prensa la construcción de un campo de deportes en los mismos terrenos por iniciativa de la Asociación Hípico Galguera Deportiva de Cataluña (AHGDC).
La inauguración oficial se llevó a cabo el 29 de julio de 1932. El nuevo complejo deportivo constaba de una pista elíptica con dos pistas paralelas: una interior, para carreras de galgos (500 m), y otra exterior para carreras de trotadores (trote) (680 m), inaugurada en septiembre. También era apto para la disputa de carreras de motos y bicicletas. Asimismo, el espacio central era apto como terreno de juego para jugar a fútbol, rugby o béisbol.

### Canódromo Parque
Desde el principio el recinto tuvo éxito sobre todo como canódromo (es decir, carreras de galgos) y, en menor grado, como velódromo para pruebas ciclistas y de motocicletas. En cambio, las pruebas hípicas de trote fueron residuales. De ahí que la instalación fue reformada, rebautizada como Canodrom Park y reinaugurada el 19 de mayo de 1934. Entre otras pruebas de importancia se disputaron dos ediciones del Campeonato de España de galgos en pista (1940 y 1949) y algunas pruebas internacionales de ciclismo en pista.
Desde finales de los años 40 también tuvieron buena acogida las carreras de midgets, unos pequeños bólidos que se desplazaban a gran velocidad sobre la pista.
Debido al crecimiento urbanístico de la ciudad la instalación cerró sus puertas el mes de agosto de 1951 y fue derribado al mes siguiente.